# Bill Fiedler
Pour les articles homonymes, voir Fiedler.
William « Bill » John Fiedler, né le 10 janvier 1910 à Philadelphie (Pennsylvanie) et mort le 30 septembre 1985 à Brick Township (New Jersey), était un joueur américain de football.

## Biographie

### Carrière professionnelle
Fiedler commence sa carrière professionnelle en 1933 avec les Philadelphia German-Americans en American Soccer League, avec qui il gagne le championnat en 1935 et l'U.S. Open Cup en 1936. En Open Cup, Fiedler marque l'un des buts de Philadelphie lors du 2-2 contre les St. Louis Shamrocks. Il part ensuite jouer pour les Philadelphia Passon. Il quitte l'ASL en 1940.

### Équipe nationale et olympique
Fiedler est appelé pour disputer la coupe du monde 1934, où ils sont éliminés 7-1 par les futurs champions italiens. Il ne joue pas ce match mais joue ensuite lors d'un match non officiel contre l'Écosse le 9 juin 1935. Un an plus tard, Fiedler fait partie de la sélection pendant les Jeux olympiques d'été de 1936. Ils perdent leur seul match 1-0 contre l'Italie. Lors de ce match, Piccini le blesse au genou (rupture des ligaments croisés). L'arbitre Weingartner tente de l'expulser difficilement, les Italiens protestants contre la décision.
Fiedler meurt en septembre 1985 à l'âge de 75 ans.